# Jareth
Jareth, el rey de los duendes (Jareth the Goblin King), es un personaje ficticio y el principal antagonista de la película de fantasía de 1986 Labyrinth. Interpretado por David Bowie, Jareth es el poderoso y enigmático rey de los duendes, de quienes la protagonista Sarah Williams, desea que se lleven a su hermanito Toby. Jareth le da a Sarah trece horas para recuperar al bebé de su castillo, en el centro de un enorme laberinto, tiempo durante el cual pone obstáculos en su camino, y trata de alejarla de su búsqueda.
El personaje fue creado por el director Jim Henson y el escritor Dennis Lee, y diseñado por Brian Froud. Varios músicos contemporáneos fueron inicialmente considerados para el papel además de Bowie, incluidos Sting, Michael Jackson y Prince. Henson se acercó a Bowie por primera vez en 1983 para ofrecerle el papel, y el personaje entonces se desarrolló pensando en Bowie, quien también fue contratado para escribir las canciones de Labyrinth, interpretando tres en la película como Jareth.
Conceptualizado como la fantasía interna de Sarah, el diseño del personaje de Jareth fue influenciado por los héroes románticos pero hoscos Heathcliff de Cumbres Borrascosas y Rochester de Jane Eyre, así como por la Pimpinela Escarlata, los caballeros medievales, los príncipes de los cuentos de hadas de los hermanos Grimm, los bailarines de ballet, las estrellas de rock contemporáneas y los rockers como Johnny Strabler de The Wild One.  
La recepción del personaje ha sido en general positiva, y los críticos elogiaron el magnetismo y el vestuario de Jareth. La actuación de Bowie como Jareth, aunque alternativamente elogiada y ridiculizada por los críticos contemporáneos, se ha convertido desde entonces en una de sus apariciones cinematográficas más célebres.

## Desarrollo

### Concepción y escritura
Labyrinth comenzó como una colaboración entre el director Jim Henson y el diseñador conceptual Brian Froud luego de su exitosa colaboración anterior, The Dark Crystal. Al hacer Labyrinth, Henson quería crear una película que combinara elementos de los cuentos de hadas e historias clásicas en un guion que atrajera a una audiencia moderna. Según Froud, él y Henson decidieron tener personajes humanos como papeles principales para hacer que Labyrinth fuera "más accesible e inmediato" que The Dark Crystal, que solo presentaba títeres. Henson explicó que estructuraron Labyrinth "de una manera en que el humano realmente lleva la imagen completa" y actúa como un "puente" entre los títeres fantásticos y la audiencia. En las conversaciones iniciales de la película entre Henson, Froud, la artista Wendy Froud y el escritor Dennis Lee, el personaje de Jareth se concibió por primera vez como un "príncipe de las tinieblas" que cambia de forma y secuestra al bebé de un rey, llevándoselo al Castillo de las Tinieblas en el centro de un gran laberinto habitado por duendes. Con el deseo de evitar similitudes con la película de fantasía de Ridley Scott, Legend, que estaba en desarrollo casi al mismo tiempo que Labyrinth, Henson y su equipo hicieron cambios significativos en "los personajes principales y la historia de Labyrinth". Decidieron que la protagonista fuera una adolescente, Sarah, que viaja al centro del Laberinto para rescatar a su hermanito después de imprudentemente desear que se lo lleven los duendes. Al describir el subtexto de Labyrinth como "sobre el proceso de crecimiento de la madurez ... una niña justo en ese punto entre niña y mujer, que se despoja de sus pensamientos infantiles por pensamientos adultos", Henson pretendía representar esto en parte en la figura de Jareth, que existe en la imaginación de Sarah. Henson dijo del personaje:

"Él no es completamente malvado. Es más un antagonista en la historia que un archivillano. Representa muchas de las cosas que son parte del mundo de Sarah, lo que ella está tratando de descubrir y por lo que está pasando. La película juega con los elementos de la vida real de Sarah frente a la cuadrícula de su imaginación. [Jareth] no tiene realidad excepto lo que Sarah le da, que ella puede cambiar constantemente."

En la primera versión de la historia de Lee, Jareth había resuelto el Laberinto hace mucho tiempo pero "nunca tuvo el coraje de volver al mundo real".  Durante la etapa de redacción, Henson y el guionista Terry Jones tuvieron un desacuerdo fundamental sobre el personaje de Jareth y de qué trataría la historia. Jones imaginó a Jareth como un "hombre hueco" que simplemente parece "todopoderoso para empezar", pero en realidad está usando el Laberinto para "evitar que la gente llegue a su corazón". En el guion original de Jones, Jareth representaba a "personas que están más interesadas en manipular el mundo que en mostrarse a sí mismos", y Sarah lo destruye al llegar al centro del Laberinto. Esta idea "no significó nada" para Henson, quien pretendía que su película fuera la historia del paso a la adultez de una niña. 
La elección de David Bowie como Jareth, quien también fue contratado para escribir canciones para la película, resultó en muchos cambios de guion y tuvo un impacto significativo en la prominencia del personaje en la historia. Jones tenía la intención de que el Rey Goblin no apareciera hasta que Sarah llegara al centro del Laberinto, ya que sintió que si Jareth "puede aparecer en cualquier lugar que quiera, no hay competencia". Con la idea de que Bowie protagonizara la película, Henson quería que Jareth cantara y apareciera a lo largo del largometraje, y le pidió a Jones que reescribiera el guion para permitirle al personaje numerosas apariciones y canciones. Después de recibir una nueva versión del guion, Bowie descubrió que carecía de humor y, como resultado, consideró retirar su participación en el proyecto. Para asegurar la participación de Bowie, Henson le pidió a Jones que volviera a trabajar en el guion para restaurar el humor de algunos de los borradores anteriores. Poco antes de que comenzara la filmación, Henson solicitó a Elaine May que mejorara las caracterizaciones de Sarah y Jareth; sus contribuciones "humanizaron a los personajes" y complacieron a Henson que incorporó su material al guion de rodaje de la película.

### Casting y filmación
Según Henson, Jareth  al inicio iba a ser una criatura en la misma línea que sus súbditos duendes, recreados mediante el uso de títeres y animatrónicos producidos por Henson's Creature Shop. Al decidir que el papel debería ser ocupado por un actor real, Henson consideró inicialmente ofrecérselo a Simon MacCorkindale o Kevin Kline. Después de que el compositor de la partitura de Labyrinth, Trevor Jones, propusiera la idea de usar música contemporánea para la película, Henson decidió que quería una gran estrella pop carismática para cantar y actuar como el Rey Goblin, "alguien que pudiera cambiar todo el estilo musical de la película". Varios cantantes contemporáneos fueron considerados para el papel además de Bowie, incluidos Sting, Michael Jackson y Prince. La opción de Henson fue Bowie, a quien sus hijos Brian y John convencieron de que le ofreciera el papel porque creían que Bowie tendría el atractivo más duradero para el público. Familiarizados con su música, los Henson también habían visto a Bowie actuar en Broadway en la obra El hombre elefante, y sintieron que su "otro mundo" y energía serían una buena combinación para las criaturas fantásticas y los escenarios planeados para la película
"Quería poner dos personajes de carne y hueso en medio de todas estas criaturas artificiales", explicó Jim Henson, "y David Bowie encarna cierta madurez, con su sexualidad, su aspecto perturbador, todo tipo de cosas que caracterizan al mundo adulto". Exponiendo que Jareth "debe tener algo atractivo y amenazante en él" y ser "positivo y negativo al mismo tiempo", Henson dijo que Bowie "tenía la ventaja de poder ser seductor, amenazante, aterrador", y pudo recrear el rango que quería en el personaje. Froud también sintió que Bowie era la elección perfecta para interpretar a Jareth, y escribió que su "personalidad proteica" lo hacía muy adecuado para el papel, ya que "Jareth necesitaba ser una figura voluble que constantemente desequilibrara emocionalmente a Sarah". Si bien Labyrinth se hizo como una película que atraería a los niños, Henson también esperaba que la presencia y las contribuciones musicales de Bowie hicieran que la película fuera más accesible para los espectadores mayores.
Henson conoció a Bowie en el verano de 1983 para buscar su participación, ya que Bowie estaba en los Estados Unidos para su Serious Moonlight Tour en ese momento. Durante una reunión en Nueva York el 18 de junio de 1984, Henson le mostró a Bowie parte del arte conceptual de Froud para despertar su interés en la película. "Eso me impresionó como apertura", dijo Bowie más tarde, "pero también me dio una cinta de The Dark Crystal, que realmente me entusiasmó. Pude ver el potencial de agregar humanos a su mundo de criaturas". Henson siguió persiguiendo a Bowie para el papel del Rey Goblin, desarrollando el personaje pensando en él y enviándole cada revisión del guion para que lo comentara. Los dos hombres se encontraron de nuevo en Gstaad, Suiza, el 11 de febrero de 1985, y el trato de Bowie se fijó el 15 de febrero de 1985. 
Bowie comenzó a filmar sus escenas el 3 de junio de 1985. Al interpretar el papel de Jareth, Bowie dijo: "Me encantó la magia, el misterio". Henson afirmó que Bowie actuó sus escenas como estaba escrito en el guion, mientras que ocasionalmente aportaba ideas, y "necesitaba muy poca dirección, porque su propia caracterización [de Jareth] siempre acertaba". Sin embargo, Bowie inicialmente tuvo dificultades para actuar con los personajes de los títeres, ya que las voces de los personajes no provenían de los títeres en sí, sino de fuera del escenario, lo que lo desorientaba. Henson recordó que las primeras escenas de Bowie fueron con el títere Hoggle, "y él seguía queriendo mirar fuera del escenario de dónde venía la voz... en lugar de dónde estaba Hoggle, el títere. Le tomó un tiempo acostumbrarse a ese aspecto de la filmación". Bowie completó muchas de sus escenas en dos o tres tomas, excepto las escenas muy técnicas o las que involucraban títeres complejos. Bowie disfrutó haciendo la película y dijo: "Labyrinth fue muy divertido de hacer".
Las dos escenas de baile de Bowie fueron coreografiadas por Charles Augins y Cheryl McFadden respectivamente. Las elaboradas manipulaciones de malabares con bolas de cristal de Jareth fueron coreografiadas e interpretadas por el malabarista Michael Moschen. Henson quería que Jareth tuviera una habilidad visible con la que expresar sus poderes mágicos y dijo que el trabajo de Moschen era "lo más cercano a la magia real que todo lo que realmente conozco". Durante la filmación, Moschen se agachaba detrás de la capa de Bowie y colocaba sus manos a través de las mangas para reemplazar los brazos de Bowie. Esto significaba que Moschen no podía ver los objetos con los que estaba haciendo malabarismos, y se necesitaron muchas tomas para filmar las escenas con las bolas de cristal.

### Diseño e influencias

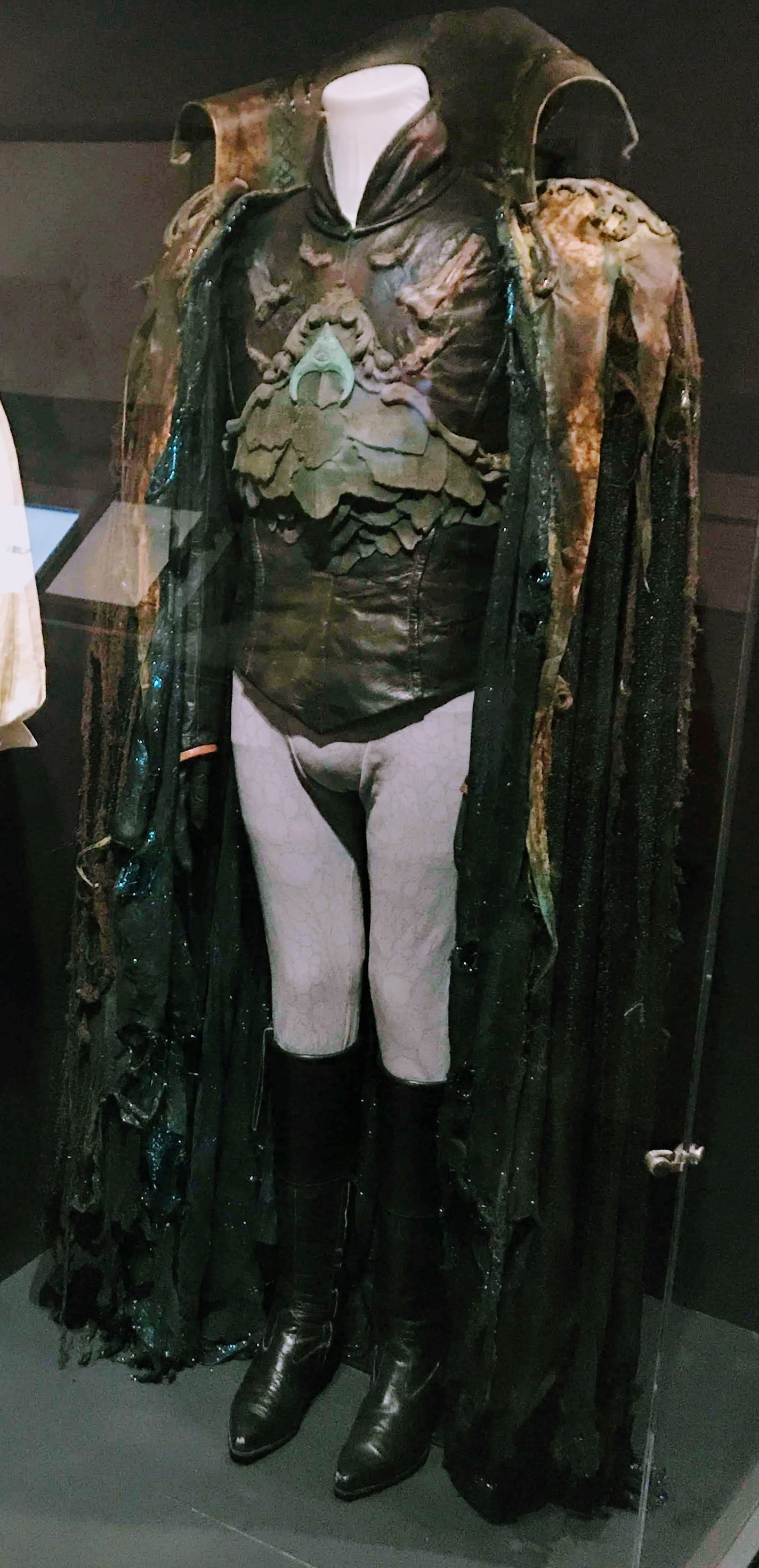
Uno de los trajes de Jareth.

Froud afirmó que Jareth es "la fantasía interna de Sarah, una figura hecha de sus sueños y pesadillas. . . Él es visto, a través de sus ojos, como un duende peligroso, una estrella de rock glamurosa". El concepto detrás del personaje es que Sarah, habiendo llegado a la edad del despertar sexual, crea a Jareth como la encarnación viva de sus intereses y deseos adolescentes; es una figura de ensueño que refleja su "turbulencia romántica" interior. Froud buscó reflejar esto en la vestimenta y la apariencia del personaje, y se basó en figuras clásicas "románticamente peligrosas" procedentes de varias fuentes literarias. En su epílogo a la edición del vigésimo aniversario de The Goblins of Labyrinth, Froud escribió que Jareth hace referencia a "las figuras románticas de Heathcliff en Cumbres Borrascosas y el Rochester inquietante de Jane Eyre y la "transfiguración" de La Pimpinela Escarlata. El vestuario de Jareth es intencionadamente ecléctico, inspirado en la imagen de la chaqueta de cuero de Marlon Brando de The Wild One, así como la de un caballero medieval "con los gusanos de la muerte devorando su armadura" de los cuentos de hadas de los hermanos Grimm. Los pantalones ajustados de Jareth son una referencia a los bailarines de ballet, como Mijaíl Barýshnikov. El rey de los duendes también tiene un aspecto de carismática estrella del pop; Froud le diseñó un cetro rematado con una bola de cristal como "un eco visual de un micrófono". El cetro también funciona como bastón y fusta, ya que Froud consideraba a Jareth como "el orgulloso señor de la mansión, señor de su dominio goblin, con sus sabuesos a sus pies, listo para ir a la caza de almas humanas". Colgando de su cuello y adornando su chaqueta de cuero y coraza, Jareth lleva un colgante. El joyero Mitch Nugent recibió el encargo de fabricar el amuleto y el cetro barrocos. La capa de Jareth fue diseñada por el diseñador de vestuario Vin Burnham.
El diseño del rostro y peinado del personaje pasó por varias etapas. Henson reveló: "Durante un tiempo, pensamos que le daríamos [a Bowie] mucho maquillaje protésico y cuernos", una reminiscencia de ello sirvió para la máscara que usa Jareth en el baile de máscaras, mientras que Froud dijo que en cierto momento intentaron hacer que el cabello de Jareth pareciera "lobuno y salvaje". Finalmente se decidieron por "solo el cabello salvaje Kabuki", una peluca rubia de varias capas que también recordaba a la melena cardada de "estrella de una banda de rock" ochentera. Bowie también participó en la creación de la apariencia del personaje.
Para la escena del salón de baile, Froud y la diseñadora de vestuario Ellis Flyte diseñaron para Jareth un frac de terciopelo azul, con toques negros y plateados, y bordado con joyas rotas y espejuelos en el cuello y los hombros. Debajo luce una camisa de satén de seda plateada con chorreras y calzas negras estampadas con un patrón de piel de serpiente plateada. 
El hijo de Froud, Toby, quien de bebé interpretó al personaje del mismo nombre de Labyrinth, afirmó que el Rey Goblin está destinado a ser un icono sexual y una tentación para Sarah, aludiendo a que el "elfo oscuro en el folclore [que] está destinado a ser tentador". Este hecho fue acentuado por una bragueta prominente agregada al vestuario de Bowie. Según el coordinador de titiriteros Brian Henson, la bragueta tuvo que reducirse de su tamaño original después de que el estudio revisó las tomas de la primera escena filmada con Bowie y consideró que su disfraz era inapropiado. La bragueta se redujo para las escenas posteriores. Sin embargo, debido a la aversión de Jim Henson por volver a filmar, la primera escena de Bowie (denominada  "Blind Beggar", el mendigo ciego) no se volvió a filmar y permanece tal cual.

### Búho
La lechuza que aparece en Labyrinth "es una de las muchas manifestaciones del Rey Goblin", según las primeras notas de producción de la película. Henson describió al ave como "vagamente... el símbolo del Rey Goblin". Jareth como el búho fue interpretado por un búho vivo y un búho títere construido por Creature Shop en tomas alternas. La lechuza generada por ordenador que vuela sobre los créditos iniciales de la película fue creada por los animadores Larry Yaeger y Bill Kroyer, y está acreditado como la primera ocasión de empleo de un animal CGI realista en una película.

### Videos musicales
Jareth es el único personaje principal que canta en Labyrinth. Bowie interpretó al personaje en tres de las cinco canciones que escribió para la película: "Magic Dance", "As The World Falls Down" y "Within You". El tema principal de la película, "Underground", también ha sido interpretado por algunos críticos como cantado desde el punto de vista de Jareth.
Jareth y sus duendes interpretan "Magic Dance", que ha sido descrita como una canción "pop hinchable", junto con el baile para animar al bebé Toby en el castillo. El diálogo que comienza con la frase "me recuerdas a la nena" que ocurre entre Jareth y los duendes al comienzo de la canción es una referencia directa a un intercambio entre Cary Grant y Shirley Temple en la película de comedia de 1947 The Bachelor and the Bobby-Soxer. Los autores de Cinemaps: An Atlas of 35 Great Movies, Andrew DeGraff y AD Jameson, sugieren que la importancia de esta referencia es que The Bachelor and the Bobby-Soxer trata sobre el enamoramiento de una adolescente por un hombre mayor, al igual que Sarah está enamorada del rey duende de su fantasía.
"As The World Falls Down", que Rolling Stone describió como una " balada tenue y chispeante", es la banda sonora de una secuencia onírica en un baile de máscaras. Aunque Jareth no interpreta la canción directamente, pronuncia las palabras de la canción a Sarah mientras bailan hacia el final de la secuencia. Henson quería que la canción fuera "bastante anticuada en sus sentimientos", según Bowie. Una canción de amor, en que la letra promete lealtad y afecto eternos.
Jareth canta "Within You" en el clímax de la película antes de su confrontación final con Sarah en lo alto de su castillo. "Tenía que escribir algo que sonara como muros de piedra y poder desmoronándose", dijo Bowie sobre la canción, y describió su efecto general combinado con las imágenes de la película como "muy trágico y ligeramente perturbador". Adam Trainer de Senses of Cinema describió "Within You" como "una canción oscura y torturada sobre la traición del amor. En todo momento, la letra enfatiza los extremos a los que Jareth ha llegado para facilitar la búsqueda autoindulgente de Sarah".  Llamando a la canción "inquietante y conmovedora" aunque es la canción más malvada del personaje, Sean Rehbein de Keen Gamer escribió que "analiza sus motivaciones y revela sus vulnerabilidades... cuando Jareth se da cuenta de que todos sus planes no han funcionado, y Sarah ve su juego como nada más que malvado, en lugar de encantador". Los autores de Labyrinth: The Ultimate Visual History, Paula Block y Terry Erdmann, sugieren que la triste línea repetida de Jareth al final de la canción, "No puedo vivir dentro de ti", es su reconocimiento de que él existe solo en la imaginación de Sarah, que ella está a punto de dejar atrás.

## Trama deLaberinto
El rey Jareth es convocado inadvertidamente por Sarah, una soñadora adolescente de quince años descontenta que ha deseado precipitadamente que su hermanito Toby se fuera con los duendes. Jareth insta a Sarah a que se olvide de su hermano y le ofrece una bola de cristal que contiene sus sueños a cambio del bebé, pero Sarah se niega, lamentando su deseo e insistiendo en recuperar a Toby. Incapaz de disuadirla, Jareth le informa a Sarah de mala gana que Toby está en su castillo en el centro del Laberinto, y que para recuperar al bebé debe resolver el Laberinto en trece horas o Toby se convertirá en un duende para siempre.
Mientras Sarah deambula por el Laberinto, dentro del castillo Jareth y sus duendes entretienen a Toby mientras observan el progreso de Sarah a través de una de las bolas de cristal. Jareth está turbado por lo lejos que ha llegado y que ella no se da por vencida. Después de que Sarah soborna a un enano llamado Hoggle para que la ayude, Jareth aparece ante la pareja. Al enfrentarse a Hoggle, Jareth cuestiona la lealtad del enano, ya que se suponía que debía llevar a Sarah de regreso al comienzo del Laberinto, y amenaza con suspenderlo sobre el Pantano del Hedor Eterno si continúa ayudándola. Jareth luego le pregunta a Sarah cómo está encontrando su desafío. Sarah menosprecia desafiante el Laberinto asegurando que es fácil y, en respuesta, Jareth le quita tres horas de su límite de tiempo y convoca a "los limpiadores", una máquina de acero impulsada por duendes, para perseguirla a ella y a Hoggle.
Más tarde, mientras Hoggle corre para rescatar a Sarah de un grupo de criaturas salvajes del bosque llamadas Fireys, Jareth vuelve a enfrentarse al enano y le reprocha que siga ayudando a Sarah a pesar de sus advertencias. Le da a Hoggle un melocotón encantado con la instrucción de dárselo a Sarah. Jareth también advierte a Hoggle que si Sarah lo besa, Jareth lo convertirá en el "Príncipe de la Tierra del Hedor". Cuando Sarah besa en la mejilla a Hoggle en agradecimiento por salvarla de los Firey, ambos son enviados al Pantano. Jareth lanza cristales que flotan como burbujas hacia el bosque, donde Sarah ha comido el melocotón y ha caído en un encantamiento amnésico. Los cristales se acercan a ella y se transporta a un sueño de un baile de máscaras, donde encuentra a Jareth y bailan. Finalmente, Sarah escapa del sueño al romper las paredes del cristal y, sin que Jareth lo sepa, recuerda a Toby y continúa su viaje para salvarlo.
En su castillo, se le informa a Jareth que Sarah ha pasado el guardia robótico de la puerta de la Ciudad Goblin. Alarmado por la noticia, ordena a los duendes que escondan a Toby y envía a sus tropas de duendes para evitar que Sarah llegue al castillo, pero la defensa no tiene éxito. Sarah encuentra a Jareth en una sala de escaleras imposibles y él la persigue. Finalmente, ve a Toby y trata de llegar a él mientras Jareth canta una canción triste. En su confrontación final, Jareth le recuerda a Sarah que se llevó a Toby porque ella así lo deseaba y dice que está agotado por estar a la altura de las expectativas que tiene de él. Jareth le ofrece de nuevo a Sarah sus sueños, rogándole que la deje gobernarla y prometiéndole ser su esclavo si ella lo teme, lo ama y lo obedece. Ella le dice que él no tiene poder sobre ella. Derrotado, Jareth devuelve a Sarah y Toby a casa sanos y salvos y se convierte en una lechuza que se va volando. Su aparición final es como el ave nocturna, observando brevemente desde afuera cómo varios duendes y otros personajes del Laberinto celebran con Sarah en su habitación, antes de volar hacia la noche.

## Caracterización
Jareth es el rey de los duendes y gobernante del Laberinto, un vasto dominio parecido a un laberinto dentro de un reino mágico al que se hace referencia como "el Subterráneo" en el tema principal de la película. Aunque es el Rey Goblin, nunca se dice que Jareth sea él mismo un duende, sino que aparece como un hermoso y apuesto humano. Sin embargo, en un borrador inicial del guion de Labyrinth, se convierte en un duende cuando Sarah lo rechazó. Además de sus súbditos duendes, Jareth también reina sobre las hadas, los enanos y las diversas criaturas que habitan en el Laberinto.

### Poderes y habilidades mágicas
Los poderes de Jareth incluyen la capacidad de formar orbes de cristal en sus manos, que pueden crear ilusiones de todo tipo o permitirle ver cualquier lugar dentro de su reino. Él usa sus cristales para mostrar sueños y le ofrece un cristal a Sarah como símbolo de sus sueños a cambio de su hermanito. 
Jareth también es un maestro del disfraz. Puede cambiar de forma a una lechuza, una forma en la que aparece al principio y al final de la película. En otra escena, se disfraza de mendigo. Es capaz de aparecer y desaparecer mágicamente a voluntad, y puede atravesar la materia. También puede proyectar su voz incorpórea a lugares distantes. 
Jareth puede desafiar la gravedad y también tiene la capacidad de reordenar el tiempo. Después de que Sarah menosprecia desafiante el Laberinto asegurando que es demasiado fácil, Jareth adelanta el tiempo tres horas para que tenga un límite temporal más estricto para resolverlo. Aunque Sarah pasa un total de diez horas en el subsuelo, cuando regresa al mundo humano han pasado menos de cinco horas. 

### Personalidad
| "Pensé que David Bowie fue excepcionalmente inteligente para no darle un tono verdaderamente malvado, enojado y diabólico a su papel de villano. Fue tan hábil en ser malicioso más que malvado, peligroso tal vez, pero no un personaje cargado de mala voluntad."—— Jim Henson sobre la interpretación de Bowie como Jareth. |

Según Brian Froud, Jareth es un héroe romántico, un rebelde y un extraño. Jim Henson dijo que el "papel de Jareth es similar a ser el líder de una pandilla. Todos en el reino hacen lo que él dice hasta que llega Sarah, y ella lo desafía. Los duendes que [Jareth] controla son como miembros de su pandilla. Los trata terriblemente, pero hacen todo lo que dice". Sin embargo, Froud dijo que "en muchos sentidos, el personaje es ridículo", ya que nunca es capaz de controlar a los duendes rebeldes. Jareth tiene que recordarles a los goblins que se rían cada vez que hace una broma y, a menudo, se molesta por su falta de inteligencia. Donal Lynch, del Irish Independent, observó que la personalidad de Jareth continuamente "se desvía de lo juguetón a lo imperioso y viceversa". Toussaint Egan de Polygon describió al personaje como "un hechicero astuto y hablador con un don incontenible para lo dramático".
Inquietante y descontento, Jareth ha heredado su posición a regañadientes y dirige su reino bajo coacción, según David Bowie. Aunque preferiría una vida diferente, Jareth está resignado a su papel de Rey Goblin y dirige su reino "lo mejor que puede", dijo Bowie, expresando el cansancio del personaje por tener que "resolver toda la situación" cada vez que los duendes traen un bebé que ha sido deseado para ellos lejos. Bowie declaró que Jareth no es malvado; sin embargo, describió al rey como mimado, infantil y acostumbrado a salirse con la suya. "Creo que Jareth es, en el mejor de los casos, un romántico; pero en el peor, es un niño mimado, vanidoso y temperamental, ¡algo así como una estrella del rock 'n' roll!" dijo el músico, y agregó que el rey está "completamente enamorado" del personaje de Sarah, admirando su fuerte voluntad y virtud. Describió la dinámica entre Jareth y Sarah como una batalla de ingenio, sin verdadera hostilidad. Según Bowie, Jareth se siente solo y anhela compañía, un sentimiento que subyace en su súplica a Sarah para que permanezca con él en el subsuelo.
Jareth es amable y amistoso con Toby, y en cierto momento reflexiona juguetonamente sobre cambiarle el nombre al bebé. Sin embargo, es cruel en su trato con Hoggle, usando la intimidación y la amenaza del Pantano del Hedor Eterno para obligarlo a obedecer, y atormentando a Hoggle por su amistad con Sarah. 
Ed Power de The Daily Telegraph escribió que Jareth es una "imagen especular" de Sarah: "ambos son inmaduros, temperamentales y malhumorados". Brian Henson describió a Jareth como un "personaje tipo Peter Pan" que está "encerrado en una especie de sensibilidad adolescente. . . Es un poco petulante e impredecible y está malcriado". Sin embargo, Jareth "aprende la lección" sobre sus defectos, dijo Henson, y señaló que "Labyrinth es tanto la mayoría de edad para Sarah como la mayoría de edad, en cierto modo, para Jareth".

## Recepción

### Respuesta crítica
Aunque Labyrinth recibió originalmente críticas mixtas, Jareth se ha ganado una recepción mayoritariamente positiva por parte de los críticos del entretenimiento. Francie Noyes de The Arizona Republic encontró a Jareth "un maravilloso personaje de fantasía, alternativamente malvado y convincente". Sheila Benson de Los Angeles Times consideró a Jareth como uno de los puntos fuertes de la película y escribió: "Tiene un sentido de la ironía agradable y burlón, y se ve convenientemente mágico con su cabello de melena de león Kabuki . . . Podría, de hecho, ser un buen Oberón de Shakespeare, y apenas tendría que cambiar de vestuario". Paul Byrnes de The Sydney Morning Herald también comparó a Jareth con Oberón como un "tentador encantador", aunque descubrió que "su caracterización sufre porque constantemente se pone a cantar". Mary Mae Goris, del Irish Independent, escribió, "con el pelo deslumbrante y esbelto con pantalones ceñidos y botas altas [...] sería un buen Hans Heiling si supiera cantar".
A menudo se le describe como un villano de pantomima, y un ladrón de escenas. Teniendo en cuenta a Jareth como la atracción principal de la película, Brian Truitt de The Palm Beach Post lo llamó "el Rey Goblin más suave de todos los tiempos" y un personaje que "[te] encanta odiar y simplemente amar, amar". Taryn McCabe de Little White Lies elogió a Jareth como "un personaje deslumbrante por el que nos sentimos a la vez amenazados y atraídos compulsivamente". Elogiando al personaje como "uno de los chicos malos más atrevidos y excéntricos del cine" en un reportaje para el sitio web de cine OneRoomWithAView.com, Amy Hubbard escribió: "El Jareth de Bowie hace exactamente lo que está diseñado para hacer: es el último rompecorazones, una representación del peligro, el amor y la lujuria, así como la confusión que tales sentimientos inspiran". Bridget McGovern de Tor.com comparó al Rey Goblin con el villano del mismo nombre de La reina de las nieves de Hans Christian Andersen y escribió que esos personajes "tienden a representar una mezcla inquietante de fantasías infantiles y miedos y deseos adultos; atraen a sus aspirantes a víctimas a través de una inquietante mezcla de infantilización y seducción". Adrienna Borda de Taste of Cinema escribió: "Es coqueto y protector, pero misterioso y amenazante. Es el príncipe azul combinado con un chico malo. Sin duda, Jareth es simplemente uno de los villanos más atractivos jamás creados". Nick Wanserski de The A.V. Club aclamó a Jareth como "un personaje espectacularmente realizado", mientras que Jack Edwards de VultureHound lo elogió como "un villano maravilloso sin ser realmente malvado", escribiendo: "Tiene esa naturaleza caprichosa de un antagonista del folclore"; proporciona la oportunidad de victoria para la heroína dándole a Sarah 13 horas, no convierte a Toby en un duende inmediatamente y cuando ha sido vencido no es destruido, está sujeto a los términos de su mundo". Chris Cabin de Collider descubrió que "como personaje, Jareth parece estar divirtiéndose infinitamente más que la mayoría de los villanos de las películas", y sus creadores fueron "cuidadosos de no enfatizar algún lado sádico o una creencia rígida en el mal como una especie de deber religioso." Daniel Richardson de UNILAD escribió: "Rebosante de carisma, añadiendo números musicales y riffs con los títeres cómicos permite al personaje evitar los clichés de ser un ladrón de bebés. En cambio, [Jareth] muestra la soledad de un rey que ha jugado un juego siniestro en un intento de obtener el afecto de alguien que no es un duende". Hanif Willis-Abdurraqib de MTV News escribió que el Rey Goblin "no es un villano en el sentido tradicional... quiere ser temido, respetado, pero sobre todo adorado", y concluyó: "Jareth representa muchas cosas, siendo quizás la mayor la ansiedad sobre si alguna vez seremos verdaderamente amados". Ella Alexander de Glamour apreció que, a diferencia de las actitudes de muchos antagonistas masculinos de películas hacia una joven protagonista femenina, Jareth "nota las complejidades y la inteligencia de Sarah, y finalmente es derrotado por ella", calificándolo de "cosas bastante innovadoras". 
La actuación de Bowie como Jareth fue elogiada y ridiculizada de diversas formas por los críticos contemporáneos. Richard Corliss de Time elogió a Bowie como "carismático", refiriéndose a su personaje como un "hechicero Kabuki que ofrece a su deslumbrante joven antagonista las ventajas doradas de la servidumbre adulta". Nina Darnton escribió en The New York Times que Bowie fue "elegido perfectamente como el seductor burlón y tentador a quien Sarah debe querer y rechazar para aprender las lecciones del laberinto", y Bruce Bailey de Montreal Gazette también elogió el casting de Bowie, comentando: "Tiene el aspecto perfecto para una criatura que es objeto tanto de odio como de deseo secreto. Y esta es una estrella de rock que puede pronunciar sus líneas con una combinación de amenaza y alegría que pocos actores experimentados podrían incluso comenzar a igualar". Sin embargo, Victoria Mather en The Daily Telegraph criticó su actuación como "robótica", escribiendo: "Bowie se vuelve bastante ridículo como el Rey Goblin completo con cabello punk y cuero negro". Hal Lipper del St. Petersburg Times encontró, "Bowie renuncia a la actuación, prefiriendo hacer cabriolas alrededor de su guarida mientras mira solemnemente a la cámara. No es exactamente de madera. Plástico podría ser una descripción más precisa". Variety descartó a Bowie como "demasiado serio para ser cursi, demasiado tonto para ser serio". En The Straits Times, Serena Toh sintió que Bowie era "demasiado consciente de sí mismo", mientras que Kannan Chandran fue muy crítico con su actuación y escribió: "Bowie intenta inyectar veneno en su papel, pero sisea como una mamba desintoxicada." 
La interpretación de Bowie es aclamada por la crítica moderna. Peter Bradshaw de The Guardian escribió que Bowie "causó una impresión sensacional" como Jareth, en un papel que "es perfecto por su aptitud para la fantasía y cierto tipo de surrealismo mágico". Marc Burrows del New Statesman escribió que Bowie "canaliza su ambigüedad, su magnetismo y su sutil inquietud hacia Jareth. . . La actuación es sobreactuada, pero de alguna manera tiene un tono absolutamente correcto para el mundo en el que habita". Al describir a Bowie como "regio, arrogante y salvajemente carismático", Time Out encontró su actuación como el Rey Goblin "terriblemente creíble". Josh Winning de Total Film escribió sobre su actuación: "Bowie recorre el suntuoso decorado del castillo como un poseído, claramente deleitándose con el disfraz mientras aporta profundidad y sarcasmo al papel". El Portland Press Herald escribió: "Bowie se las arregla para ser muy hilarante, profundamente amenazante y, como símbolo del despertar de la heroína adolescente, muy sexy". McGovern atribuyó gran parte del humor de Labyrinth a la actuación de Bowie, y observó que su interpretación de Jareth parecía basarse en su "inclinación por parodiar su propia imagen como una estrella del rock malcriada y desconectada y su voluntad de burlarse del estereotipo del pretencioso ídolo del pop obsesionado consigo mismo". Jake Wilson en The Age elogió a Bowie por su tacto en su interpretación y escribió: "Hay una amenaza de campamento en la actuación, pero también una alegría espontánea, como si estuviera realmente encantado de estar rodeado de un montón de títeres". Empire describió su actuación como "una pantomima [...] divertida y traviesa pero también aterradora", mientras que The Telegraph lo llamó "maravillosamente loco". Jessica Kiang escribió para IndieWire que Bowie "aporta su ambigüedad característica para hacer que el villano sea a la vez atractivo y repulsivo, lo que le da a la película un sesgo un poco más adulto". Al elogiar a Bowie como "la estrella indiscutible" de la película, Nick Chen de Dazed se entusiasmó porque la voz de Bowie "está hecha a medida para un villano de película familiar". Mientras juzgaba las canciones que Bowie escribió e interpretó para Labyrinth como "lejos de su mejor trabajo", Tasha Robinson de The A.V. Club elogió la interpretación de Bowie de Jareth como "gloriosamente icónico, una combinación perfecta de estrella del rock depredadora y lasciva y amante emo herido y rechazado". Escribiendo para AXS, Michelle Lavallee dijo: "Bowie combina una extravagancia teatral y un estilo siniestro que lo convierte en uno de los villanos más memorables de la década de 1980".

### Legado
A pesar del fracaso de taquilla en EE. UU. en el lanzamiento inicial, Labyrinth fue desde su lanzamiento en VHS en 1987 un éxito en el mercado del video doméstico y desde 1990 habitualmente retransmitida por televisión, convirtiéndose en una película de culto. La popularidad duradera y el estatus de culto de la película se han atribuido en gran parte al personaje de Jareth y la actuación de Bowie. Jareth ha sido identificado como un icono pop, y es el papel cinematográfico más famoso de Bowie. Amanda Schurr de Paste escribió que Jareth "era el Mago de Oz para los cinéfilos de la Generación X, al igual que la película en sí misma envió a los jóvenes adoradores de Jim Henson por su propio 'camino de baldosas amarillas' de los años 80, salpicado de brillo". Descrito por el escritor del The Daily Telegraph, Robert Colvile, como "definitorio de la infancia", el personaje es particularmente popular entre la generación que fueron niños en las décadas de 1980 y 1990. Bowie le dijo a un entrevistador en 2002: "Hay una generación que sabe algo sobre Labyrinth. . . Me traen muchos niños y sus madres dicen: '¡Este es Jareth, de Labyrinth!' ". El periodista Rob Sheffield describió a Labyrinth como "la droga de entrada que sigue presentándolo [a Bowie] a las nuevas generaciones de jóvenes fanes".
Jareth es considerado como uno de los personajes más icónicos aparecidos en una película de fantasía. El sitio web de cultura pop The Portalist calificó a Jareth como uno de los 50 "Mejores personajes de fantasía de todos los tiempos", afirmando que "su sentido de la moda, habilidades musicales y magnetismo hacen de Jareth uno de los personajes más icónicos que surgieron de las películas de fantasía oscura de los años 80."  Total Film incluyó a Jareth en una lista similar de los 50 mejores personajes de fantasía y escribió que "no solo puede mantener una melodía muy fina... también es uno de los divos de fantasía más grandes de todos los tiempos". La misma publicación también clasificó a Jareth como uno de los 30 mejores personajes cinematográficos de la década de 1980. Screen Rant incluyó a Jareth entre los 10 personajes más icónicos creados por Jim Henson, y escribió que, aunque es el villano de Labyrinth, "es tan simpático y divertido que es imposible no caer bajo su hechizo". El sitio web también calificó a Jareth entre los "10 villanos más geniales de la historia del cine". El personaje ha ganado reconocimiento por su apariencia y estilo, con ShortList clasificándolo entre los "25 villanos mejor vestidos" en una película. Vogue incluyó a Jareth entre los papeles cinematográficos más elegantes de Bowie, y escribió que "no hay que quitarle los ojos de encima ni a sus trajes exagerados... completos con blusas con volantes, adornos enjoyados y capas amplias, ideales para los bailes de salón". Terminando todo con delineador de ojos y un cardado de los años 80, es fácilmente la creación de Jim Henson más vanguardista". En un artículo que enumera las "mejores greñas en la historia del cine", Digital Spy calificó el peinado de Jareth como las "greñas más magníficas de la pantalla grande". Al incluir a Jareth entre "Los mejores villanos de moda" en todos los géneros, Tor.com calificó su cabello y vestuario como "inolvidables", mientras que Into Film escribió que el disfraz de Bowie presentaba "una de las pelucas más notables en la historia del cine". Cuando se le pidió en 2002 que nominara el momento de moda más "Spinal Tap" de su carrera, Bowie bromeó diciendo que su guardarropa de Labyrinth "se acercó bastante". Rotten Tomatoes consideró a Jareth entre los "10 personajes de películas más escandalosos", citando, entre otros atributos, su peinado " glam rock fantásticamente fuerte" y su canto "melodramático". Un símbolo sexual, Jareth ha sido acreditado por varias publicaciones con el inicio del despertar sexual de numerosas mujeres cuando eran niñas y adolescentes durante las décadas de 1980 y 1990.
Un favorito de los fanáticos, Jareth es un tema popular de fan art, cosplay y fanfiction. Jim Henson acudió vestido como Jareth a una de las fiestas anuales de disfraces que organizó en Nueva York entre 1983 y 1988. Desde 1997, el Labyrinth of Jareth Masquerade Ball, un evento inspirado en el personaje y la película, se lleva a cabo anualmente en varias ciudades de EE. UU., incluidas San Diego, Hollywood y, más recientemente, Los Ángeles. Según el fundador del evento, Shawn Strider, en la mitología que se ha desarrollado en torno al baile, Jareth es un legendario "príncipe elfo o príncipe duende" que, debido a un corazón roto, finalmente abandonó el Laberinto para reunirse con Sarah.
La utilería y el vestuario que usó Bowie como Jareth se exhibieron en numerosas exposiciones, que incluyen: la instalación permanente Fantasy: Worlds of Myth and Magic del Museo de Cultura Pop (inaugurada en 2013), la exhibición itinerante del Museo de Victoria y Alberto David Bowie Is  (2013-2018), la exhibición del Center for Puppetry Arts, Jim Henson's Labyrinth: Journey to Goblin City (2016-2017), y la exhibición permanente del Museo de la Imagen en Movimiento, The Jim Henson Exhibition : Imagination Unlimited (inaugurado en 2017).

## Otras apariciones
Jareth aparece en las adaptaciones vinculadas de Labyrinth, que incluyen la novelización de ACH Smith  y la adaptación del cómic de tres números publicada por Marvel Comics, que se lanzó por primera vez en un solo volumen como Marvel Super Special # 40 en 1986. También aparece en la adaptación del libro ilustrado de la película, álbum de fotos, y Labyrinth: The Computer Game .

### Novelización
La novelización de Labyrinth incluye una trama secundaria que quedó fuera de la película, en la que la madre de Sarah había dejado a su padre para convertirse en actriz y se había involucrado sentimentalmente con un actor. Según Henson, el actor iba a ser interpretado por Bowie en la película, "así que cuando Bowie aparece como Jareth, [Sarah] iba a sentir atracción por él, pero también ira". La trama secundaria finalmente se eliminó del guion porque "cargaba la historia". Sin embargo, en la película se muestran brevemente varias fotos en la habitación de Sarah que muestran al actor anónimo (Bowie) con la madre de Sarah, Linda Williams, junto con recortes de periódico que informan sobre su " relación intermitente". En la novelización, el coprotagonista de Linda se llama Jeremy. La novela explica que Sarah aspira a convertirse en actriz como su madre, idolatra tanto a Linda como a Jeremy, y fantasea con vivir su estilo de vida de celebridad.

### Videos musicales
Bowie interpretó a Jareth en dos videos musicales de las canciones " Underground " y " As The World Falls Down " de la banda sonora de Labyrinth. Producidos por Steve Barron en 1986, ambos videoclips fueron lanzados en el VHS de 1993 Bowie - The Video Collection y en el conjunto de DVD de dos discos de 2002 Best of Bowie. Los videoclips incluyen imágenes de Bowie (como él mismo) interpretando las canciones, apariciones de varios personajes de marionetas de Labyrinth e imágenes de Bowie como el Rey Goblin tomadas de la película.

### Cómics derivados

#### Regreso al Laberinto
Jareth aparece como uno de los personajes principales en Return to Labyrinth, una secuela de manga original en inglés en cuatro volúmenes de la película, creada por Jake T. Forbes y publicada por Tokyopop entre 2006 y 2010. En el manga, Jareth ha sido el Rey Goblin durante 1.300 años, y no es un duende como sus súbditos, pero decidió descartarlos por aburrimiento. Habiendo creado el Laberinto para aislarse y proteger su corazón, Jareth está debilitado por la derrota de Sarah y sus poderes han disminuido. En la serie, que se desarrolla más de una década después de los eventos de la película, Jareth abdica de su trono, estableciendo al ahora adolescente Toby como su heredero y dejándolo a cargo del Laberinto, que se encuentra en un estado de deterioro. Jareth luego va al mundo humano para atraer a Sarah, de quien todavía está enamorado, para que cree un nuevo mundo con él usando el poder de sus sueños. Sin embargo, Sarah realiza sus sueños y encuentra una manera de preservar el mundo del Laberinto escribiendo historias. Después de que Sarah y Toby insisten en que se les permita a todos elegir sus propios caminos, Jareth se encuentra de vuelta de mala gana al trono de los duendes.

#### Novela gráfica inédita
Archaia Entertainment, en colaboración con The Jim Henson Company, anunció en 2011 que estaba desarrollando una novela gráfica precuela sobre la historia de cómo Jareth se convirtió en el Rey Goblin. El editor del proyecto, Stephen Christy, describió la novela gráfica como "una historia muy trágica" que presenta a un Jareth adolescente y no a Sarah ni a Toby. Archaia se acercó a David Bowie para pedirle permiso para usar su imagen y determinar si deseaba participar en el proyecto. Como consultor creativo del proyecto, Brian Froud participó en la producción de diseños de personajes. Se informó que presentaría a un joven Jareth que es llevado al Laberinto por una bruja, la sinopsis oficial de la novela establece que la trama giraría en torno al "intento de Jareth de rescatar a su verdadero amor de las garras de la malvada y hermosa Reina Goblin".

#### Laberinto: Coronación
Jareth es el personaje central de Labyrinth: Coronation, una serie de cómics en 12 números publicada entre 2018 y 2019 por Archaia que narra el pasado del Rey Goblin, así como la historia del propio Laberinto. Escrita por Simon Spurrier, la serie tiene lugar dentro de la línea de tiempo de los eventos de la película, enmarcada como una historia que Jareth le cuenta al bebé Toby durante su tiempo juntos fuera de la pantalla. Comenzando en la Venecia de 1790, la historia gira en torno a un bebé Jareth que ha sido robado por el gobernante anterior del Laberinto, conocido como el Rey Búho, y sigue la búsqueda de la madre de Jareth, María, para rescatar a su hijo. Spurrier ha mencionado que este cómic no es canon para la película, que solo se inspiró en la película y, por lo tanto, solo en su interpretación artística.

#### Cuentos cortos
Jareth aparece en varios cuentos cómicos ambientados en el mundo de Labyrinth publicados por Archaia. Aparece en Labyrinth 2017 Special, una colección de seis cuentos de varios autores, principalmente en el quinto cuento, La bella o la bestia de Roger Langridge, en el que le muestra al bebé cautivo Toby algunas de las maravillas de su reino e informa a Toby que lo heredará algún día. Jareth aparece en Labyrinth: Under the Spell, una colección de 2018 de tres historias cortas cómicas que describen algunas de las historias individuales de sus sujetos. Jareth tiene una aparición menor en Labyrinth: Masquerade, una historia única de 2020 sobre los asistentes al baile en el sueño de mascarada de Sarah.

### Merchandising
Jareth ocupa un lugar destacado en la mercadotecnia de Labyrinth, como libros para colorear y actividades, cromos, carteles, rompecabezas y artículos escolares y para fiestas. A lo largo de los años transcurridos desde el estreno de la película, el personaje también se ha producido y comercializado como figuras de acción y figuritas con licencia.
En 2005, Palisades Toys anunció una serie de figuras de acción coleccionables de 12 pulgadas basadas en Labyrinth. El primero de la serie se llamó Jareth Classic, vestido con su atuendo "firma" de camisa estilo regencia, calzones y botas de montar. Sin embargo, la empresa quebró en 2006 y se canceló el lanzamiento de la figura ese año. Plan B Toys lanzó un busto de resina de Jareth en 2006, colocado sobre una bola de cristal. La exhibición del prototipo también incluía una versión con su armadura y capa. Como parte de su gama Cult Classics, NECA lanzó tres figuras de acción de Jareth: un muñeco parlante de 12 pulgadas vestido de negro y una versión sin sonido de 7 pulgadas en 2007, seguida de una figura de 7 pulgadas vestida de manera diferente en 2008 que también venía con una figura de Hoggle el enano. KnuckleBonz produjo una estatua coleccionable de Jareth como parte de los esfuerzos de The Jim Henson Company para promover Labyrinth para su 25 aniversario en 2011, pero finalmente nunca se lanzó.
En 2016 se lanzaron dos figuras Funko Pop diferentes de Jareth, y una tercera "versión brillante" en 2017. McFarlane Toys lanzó en 2017 una figura de acción de 7 pulgadas, con su traje de gala en el baile de máscaras soñado con una máscara y un orbe de cristal, seguida de otra figura de 7 pulgadas en 2019, con su traje "Dance Magic" con su cetro y un duende en miniatura. Chronicle Collectibles lanzó una estatua de polirresina a escala 1:4 de Jareth en su trono en 2019, y el mismo año, Ikon Collectables lanzó una estatua de resina a escala 1:6 (34 cm) de Jareth en su traje blanco emplumado sosteniendo un cristal, y el reloj como en su escena final en la película. Weta Workshop anunció en julio de 2021 una figura de vinilo de Jareth como parte de su línea Mini Epics.